# The Mystery of Yellow Aster Mine
Pour plus de détails, voir Fiche technique et Distribution.
The Mystery of Yellow Aster Mine est un court métrage muet américain, réalisé par Frank Borzage et sorti en 1913.

## Fiche technique
- Titre : The Mystery of Yellow Aster Mine
- Réalisation : Frank Borzage
- Scénario : Bess Meredyth
- Société de production : Bison Motion Pictures
- Société de distribution : The Universal Film Manufacturing Company
- Pays d'origine :  États-Unis
- Langue : anglais
- Format : Noir et blanc - 35 mm - 1,37:1 - Muet
- Genre : Western
- Durée : 2 bobines
- Date de sortie :
  - États-Unis : 26 août 1913

## Distribution
- Wallace Reid : Reid
- Pauline Bush
- Arthur Rosson
- Frank Borzage